# 常覇
常 覇（じょう は、生没年不詳）は、五胡十六国時代の前燕の人物。

## 生涯
前燕に仕え、武原県令に任じられていた。
咸康4年（338年）5月、後趙の天王石虎は、前燕国内に使者を放ち、誘降を促した。成周内史崔燾・居就県令游泓・武原県令常覇・東夷校尉封抽・護軍将軍宋晃らが応じ、後趙は36城を手に入れた。
燕王慕容皝は軍を遣わし、後趙に応じた諸城を攻めて、全て攻略した。敗れた常覇は崔燾とともに後趙の都の鄴へ逃走した。
これ以後の事績は、史書に記されていない。